# Glasgow (Montana)
Glasgow – miasto w Stanach Zjednoczonych, w stanie Montana, siedziba administracyjna hrabstwa Valley. Według danych z 2000 roku miasto miało 3253 mieszkańców.